# ヘンリー・L・スティムソン (原子力潜水艦)
|          |                                            |
| 艦歴     |                                            |
| 発注:    | 1963年7月29日                              |
| 起工:    | 1964年4月4日                               |
| 進水:    | 1965年11月13日                             |
| 就役:    | 1966年8月20日                              |
| 退役:    | 1993年5月5日                               |
| その後:  | 原子力艦再利用プログラム                   |
| 除籍:    | 1993年5月5日                               |
| 性能諸元 |                                            |
| 排水量:  | 水上 7,250トン 水中 8,250トン              |
| 全長:    | 129.6 m (425 ft)                           |
| 全幅:    | 10 m (33 ft)                               |
| 吃水:    | 9.6 m (31.5 ft)                            |
| 機関:    | S5W型原子炉                                |
| 最大速:  | 水上 16 - 20 ノット 水中 22 - 25 ノット    |
| 兵員:    | 各班士官13名、兵員130名                    |
| 兵装:    | ミサイル発射管16門、 21インチ魚雷発射管4門 |

ヘンリー・L・スティムソン(USS Henry L. Stimson, SSBN-655)は、アメリカ海軍の原子力潜水艦。ベンジャミン・フランクリン級原子力潜水艦の8番艦。艦名はヘンリー・L・スティムソン国務長官に因む。

## 艦歴
ヘンリー・L・スティムソンの建造は1963年7月29日にコネチカット州グロトンのジェネラル・ダイナミクス、エレクトリック・ボート社に発注され、1964年4月4日に起工した。1965年11月13日にグレース・マーフィー・ドッド（トーマス・J・ドッド上院議員の妻）によって進水し、1966年8月20日にブルー班艦長リチャード・E・ジョートバーグ大佐およびゴールド班艦長ロバート・H・ウィークス中佐の指揮下就役した。
整調後ヘンリー・L・スティムソンは第16潜水戦隊に配属され、1967年2月23日にサウスカロライナ州チャールストンを出航、最初の戦略抑止哨戒に出航する。
1971年にヘンリー・L・スティムソンは最初のオーバーホールでニューポート・ニューズ造船所の乾ドック入りする。このオーバーホールではポラリスミサイルに代えてポセイドンミサイル運用のための改修が行われた。1973年に任務に復帰したヘンリー・L・スティムソンは、母港をスペインのロタに変更した。
1980年にヘンリー・L・スティムソンはポセイドンミサイルに代えてトライデント I ミサイル運用の改修が行われた。改修に伴い母港はジョージア州キングス・ベイに変更された。
ヘンリー・L・スティムソンは1993年5月5日に退役、同日除籍された。その後ワシントン州ブレマートンで原子力艦再利用プログラムに従って解体され、作業は1994年8月12日に完了した。